# テスク
株式会社テスク（Tokai Information System Consultation 、英称:TISC CO.,LTD.）は、愛知県名古屋市中区に本社を置く流通業向けシステム開発会社である。

## 沿革
- 1974年（昭和49年）4月10日 - 受託計算センターとして設立[1][2]。
- 1974年（昭和49年）10月 - 中小スーパーマーケットを中心にオフラインによる受託計算業務の営業活動を開始[2]。
- 1979年（昭和54年）8月 - オンラインによる受託計算業務を開始[2]。
- 1983年（昭和58年）4月 - チェーンストア向け基幹業務システムを販売開始[2]。現在のソフトウェア開発業に業態転換[1]。
- 1987年（昭和62年）4月 - 卸売業総合情報管理システムを販売開始[2]。
- 1989年（平成元年）3月 - 日本アイ・ビー・エムの特約店となり、中小型機器の販売を開始[2]。
- 2002年（平成14年）3月18日 - 名古屋証券取引所市場第二部に株式を上場[2]。
- 2013年（平成25年）11月 - プライバシーマークを取得[2]。
- 2014年（平成26年）10月 - ISMS認証を取得[2]。
- 2015年（平成27年）6月 - 資本金を3億2百万円に増額。
- 2020年（令和2年）9月 - 本社を中区栄に移転。
- 2022年（令和5年）8月24日 - 株式会社 X アーキテクツを設立（子会社）。
- 2023年（令和5年）7月3日 - 株式会社サンプランソフトの全株式を取得し、子会社化[3]。
- 2024年（令和6年）2月 - 創立50周年を記念して、一般社団法人テスク財団を設立し、主に従業員の関係者を対象とした奨学金事業を開始
- 2024年（令和6年）4月 - 創立50周年を迎える
- 2024年（令和6年）7月19日 - 名古屋証券取引所メイン市場上場廃止[4]。

## 事業所
- 本社（愛知県名古屋市中区）
- 東京事業所（東京都千代田区）[1]

## 製品・サービス
- 小売業向け基幹システム「CHAINS Z」
- バイヤー向け商談管理システム「商談.net」
- 小売業向け「リベート管理システム」
- スーパーマーケット特化のスマホ販促アプリ「Safri」
- 卸売業向け販売管理システム「GROWBSⅢ」
- 卸売業向け受発注システム「CIRON」
- 貿易管理システム「TRADING」(サンプランソフト)